# Esbart Manresà de Dansaires
Esbart Manresà de Dansaires és una secció de l'Agrupació Cultural del Bages, amb seu a Manresa creat el 1909, essent el segon esbart en actiu més antic de Catalunya. Té com a finalitat fomentar la dansa catalana d'arrel tradicional i compta amb un extens repertori. Consta de les seccions Escola de Dansa, Grup Juvenil i Cos de Dansa. Així mateix, disposa de 2 grups de veterans, Grup 2.0 i Grup Picapoll.

El 1979 va actuar al Palau de la Música Catalana, el 2002 al Teatre Nacional de Catalunya i el 2004 aparegué al programa Nydia de Televisió de Catalunya. Ha participat en diversos festivals internacionals com els de Zagreb (1981), Jaca (1983) o Enschede (1998). També va participar en l'Aplec Internacional de la Sardana a Haarlem, Països Baixos (2005) i va participar en el Festival Internacional de Música de Cantonigròs (2014) on va ser guardonat amb el 2n premi en l'apartat de grups de dansa.
El 2009, any en què l'entitat va celebrar el seu Centenari, va rebre la Creu de Sant Jordi.
El director honorífic de l'entitat és Vicenç Orriols i Espunyes. Després d'aquest, els seus directors han estat Antoni Navarro i Herbera i Joan Manel Miquel i Vallejo.
Des de l'any 2015 el director artístic del Cos de Dansa és en Jordi Gros i Santasusana.

## Repertori de creació
- Ball de Bombers (1954)
- Suit Mallorquina (1956)
- La Presó de Lleida (1969)
- Nit de Sant Joan (1986)
- Festa a ses Illes (1987)
- Festa de Mar (1993)
- l'Avalot (1999)
- Espectacle Poemes en Clau de Dansa (2002)
- Espectacle Camins per al record (2003)
- Gloses del Cançoner (2004)
- Espectacle Aires (2005).
- Espectacle Centendansa (2009)
- Espectacle Paisatges (2011)
- Espectacle Ritual i Festa (2015)